# Coyolar
Coyolar är en ort i Mexiko.   Den ligger i kommunen Ixhuatlán del Sureste och delstaten Veracruz, i den sydöstra delen av landet, 500 km öster om huvudstaden Mexico City. Coyolar ligger 18 meter över havet och antalet invånare är 394.
Terrängen runt Coyolar är platt. Runt Coyolar är det ganska glesbefolkat, med 31 invånare per kvadratkilometer. Närmaste större samhälle är Villa Nanchital, 16,9 km norr om Coyolar. Omgivningarna runt Coyolar är en mosaik av jordbruksmark och naturlig växtlighet.